# Predrag Jokić
Predrag Jokić (Kotor, 3. veljače 1983.), crnogorski vaterpolist, bivši igrač beogradskog Partizana. Ponikao je u hercegnovskom Jadranu, a igrao je i za Savonu i za Pro Recco. Od sezone 2013./14. igrač je mađarskog Debrecena. Visok je 188 cm i težak 96 kg.